# حوزه انتخابیه چهارم لوئیزیانا
حوزه انتخابیه چهارم لوئیزیانا یک حوزه انتخابیه مجلس نمایندگان آمریکا است که در ایالت لوئیزیانا قرار دارد.